# Quilombo Abolição
O Quilombo Abolição, em Santo Antônio do Leverger, Mato Grosso, foi certificado como comunidade remanescente de quilombo pela Fundação Cultural Palmares em 2005.